# NGC 6215
NGC 6215 is een spiraalvormig sterrenstelsel in het sterrenbeeld Altaar. Het hemelobject werd op 9 juli 1836 ontdekt door de Britse astronoom John Herschel. Het object NGC 6215 is vrij gemakkelijk op te sporen daar het zich, vanaf de Aarde gezien, op een schijnbaar betrekkelijk korte afstand ten oosten van de ster η Arae bevindt.

## Synoniemen
- ESO 137-46
- IRAS 16467-5854
- PGC 59112